# Siedleczek
Siedleczek – wieś w Polsce położona w województwie wielkopolskim, w powiecie poznańskim, w gminie Kostrzyn.
W latach 1975–1998 miejscowość administracyjnie należała do województwa poznańskiego.
Przez miejscowość przebiega Szlak Osadnictwa Olęderskiego w Gminie Nekla.